# بيني دريدفول: مدينة الملائكة
بيني دريدفول: مدينة الملائكة (بالإنجليزية: Penny Dreadful: City of Angels) هو مسلسل فنتازيا تاريخي من تأليف جون لوغان وبطولة ناتالي دورمر، دانيال زوفاتو، كيري بيشي، أدريانا بارازا، مايكل غلاديس، روري كينير وناثان لين، صدر الموسم الأول في 28 يونيو 2020 ولم يتم تجديده.

## روابط خارجية
- بيني دريدفول: مدينة الملائكة على موقع IMDb (الإنجليزية)
- بيني دريدفول: مدينة الملائكة على موقع ميتاكريتيك (الإنجليزية)
- بيني دريدفول: مدينة الملائكة على موقع روتن توميتوز (الإنجليزية)
- بيني دريدفول: مدينة الملائكة على موقع كينوبويسك (الروسية)
- بيني دريدفول: مدينة الملائكة على موقع ألو سيني (الفرنسية)
- بيني دريدفول: مدينة الملائكة على موقع قاعدة بيانات الفيلم (الإنجليزية)